# Hideaki Tokunaga
Hideaki Tokunaga (德永 英明, Tokunaga Hideaki) né le 27 février 1961 à Yanagawa dans la préfecture de Fukuoka, est un chanteur pop, acteur et auteur-compositeur japonais.

## Discographie

### Albums studio
- Girl (1986)[1]
- Radio (1986)
- Birds (1987)
- Dear (1988)
- Realize (1989)
- Justice (1990)
- Revolution (1991)
- Nostalgia (1993)
- The Sun Boy (1995)
- Bless (1997)
- Honesto (1999)
- Remind (2000)
- Love, Please (2002)
- My Life (2004)
- We All (2009)
- Statement (2013)

### Albums de reprises
- Vocalist (2005)
- Vocalist 2 (2006)
- Vocalist 3 (2007)
- Vocalist 4 (2010)
- Vocalist Vintage (2012)
- Vocalist 6 (2015)

### Albums en public
- Hideaki Tokunaga Live (1990)
- Live 1994 (1994)

### Compilations
- Intro (1987)
- Intro II (1992)
- Ballade of Ballade (1997)
- Single Collection (1986–1991) (1998)
- Single Collection (1992–1997) (1998)
- Intro III (2001)
- Shining Forever~ Self-Cover Best (2003)
- Beautiful Ballade (2006)
- Singles Best (2008)
- Singles B-side Best (2008)
- Singles Best Box (2009)
- Vocalist & Ballade Best (2011)

## Source de la traduction
- (en) Cet article est partiellement ou en totalité issu de l’article de Wikipédia en anglais intitulé « Hideaki Tokunaga » (voir la liste des auteurs).